# モンパルナスとルヴァロア
『モンパルナスとルヴァロア』（Montparnasse et Levallois）は、1964年（昭和39年）製作、1965年（昭和40年）公開、フランスのオムニバス映画『パリところどころ』の一篇として、ジャン＝リュック・ゴダールが監督した短篇映画である。

## 概要
オムニバス全体についてはパリところどころを参照。

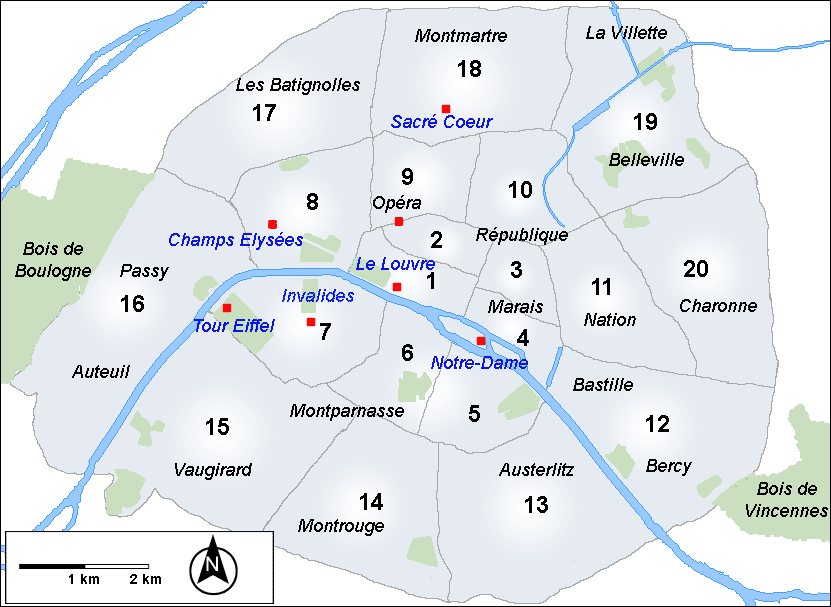
14区にあるモンパルナス。

ルヴァロワは、17区の北西に隣接。

本作『モンパルナスとルヴァロア』は、ジャン・ジロドゥーの『月曜物語』でのストーリーと、ジャン＝ポール・ベルモンドが『女は女である』（1961年）のなかで発言したことをもとに、ゴダールが脚本を書いた。1963年（昭和38年）12月 - 1964年（昭和39年）1月、14区のモンパルナスにある彫刻家フィリップ・イキリの工房と、17区の北西に隣接したパリ郊外オー＝ド＝セーヌ県のルヴァロワで撮影した。
モニカを演じるジョアンナ・シムカスは、カナダ生まれの女優で、1964年12月29日公開のジャン・オーレル監督の『スタンダールの恋愛論』でデビューしている。撮影は本作のほうが早い。彫刻家ロジェを演じるフィリップ・イキリは、実際にもパリ生まれの彫刻家で、工房を撮影用ロケセットに提供している。本作以降に映画の出演はない。イヴァンを演じるセルジュ・ダヴリは、純粋な俳優で、フランソワ・トリュフォー監督の『ピアニストを撃て』（1960年）や、トリュフォーの共同脚本家として知られるクロード・ド・ジヴレーの監督デビュー作『のらくら兵62』（1960年）、第2作『すごい野郎』（1961年）に顔を出している役者である。
本作のカメラマンは、ダイレクト・シネマの最初の映画とされるロバート・デュー監督の『プライマリー』（1960年）に、リチャード・リーコックとともに撮影監督としてクレジットされているアルバート・メイスルズである。この人脈とのこの時点での接続が、やがて1968年（昭和43年）、D・A・ペネベイカー、リチャード・リーコックとともに製作する『ワン・アメリカン・ムービー』へ結実する。
ゴダールは、「監督」クレジットを「réalisation」等ではなく、「film organisé」（作品組織化）とクレジットした。
本作を織り込んだ『パリところどころ』は、1965年5月19日、第18回カンヌ国際映画祭で上映され、同年10月13日にフランスで一般公開された。

## スタッフ
- 監督・脚本 : ジャン＝リュック・ゴダール
- 原案 : ジャン・ジロドゥーの『月曜物語』での話[1]、ジャン＝ポール・ベルモンドの『女は女である』での発言[1]
- 撮影監督 : アルバート・メイスルズ
- 録音 : ルネ・ルヴェール
- 編集 : ジャクリーヌ・レナル
- スチル写真 : マリルー・パロリーニ
- 音楽 : フィリップ・アルチュイス
- プロデューサー : バルベ・シュレデール
- アソシエイト・プロデューサー : パトリック・ボーショー
- 製作 : レ・フィルム・デュ・ローザンジュ
- エクタクローム[1] - 16ミリフィルム[1]

## キャスト
- ジョアンナ・シムクス （モニカ）
- フィリップ・イキリ （彫刻家ロジェ）
- セルジュ・ダヴリ （ガレージマニアのイヴァン）

## ストーリー
モニカ（ジョアンナ・シムクス）は、モンパルナスに住むロジェ（フィリップ・イキリ）にも、ルヴァロワに住む（イヴァン）にも、両方に速達で手紙を出した。しかし、あて先を逆に送ってしまい、結局、両方から振られてしまう。

## 関連事項
- ジャン＝リュック・ゴダール監督作品一覧

## 関連書籍
- アルフォンス・ドーデ『月曜物語』 Contes du lundi 1873年

桜田佐訳、岩波文庫、1959年1月 ISBN 4003254236
大久保和郎訳、旺文社文庫、1968年1月 ISBN 4010620579

## 註
1. 1 2 3 4 5 6 7 8 9 10 11 12 13 14  Colin MacCabe, Godard, Macmillan, 2005. p.347.
2. ↑  キネマ旬報DBサイトの「パリところどころ」の項の記述を参照。